# Glasbach (Hochspeyerbach)
Der Glasbach ist ein ungefähr 3,7 km langer linker Zufluss des Hochspeyerbachs im Pfälzerwald in Rheinland-Pfalz, Deutschland.

## Geographie

### Verlauf
Der Glasbach entspringt  auf 317 m ü. NN aus einer nichtgefassten Quelle im nach ihm benannten Glastal im Diemersteiner Wald, auf der Gemarkung der Gemeinde Frankenstein. Auf seinem in südöstlicher Richtung führenden Weg nimmt er nach etwa 500 m von links seinen stärksten Zufluss auf, den Langentalbach aus dem angrenzenden Langental. Ab dort ist der Glasbach die Gemeindegrenze zwischen Frankenstein und Bad Dürkheim.
Auf seinem weiteren Weg passiert der Glasbach einige aufgelassene Fischteiche, bevor er in den ersten von vier hintereinanderliegenden kleinen Stauseen mündet, die bis vor einigen Jahren als Fischteiche genutzt wurden. Inzwischen befinden sie sich im Besitz des NABU.
Danach fließt der Glasbach unterhalb der Burg Diemerstein vorbei, bevor er auf einer Strecke von ungefähr 500 m verrohrt ist. Daraufhin fließt er noch einmal für etwa 100 m oberirdisch, durch einen Stauweiher, bevor er wieder in einem Rohr verschwindet und erst an dessen Ende auf 242 m ü. NN Höhe von links in den Hochspeyerbach mündet.

### Zuflüsse
- Langentalbach (links), ca. 1,0 km, 5,78 km²[1]

## Geschichte
Zu den Namen Glasbach und Glastal kam es, weil in der Neuzeit bis etwa zum Dreißigjährigen Krieg im Tal eine Glashütte ansässig war. Danach blieb das Glastal bis 1812 bewohnt.
Im Herbst 2009 fiel der Oberlauf des Glasbachs bis zum Zufluss aus dem Langental trocken.

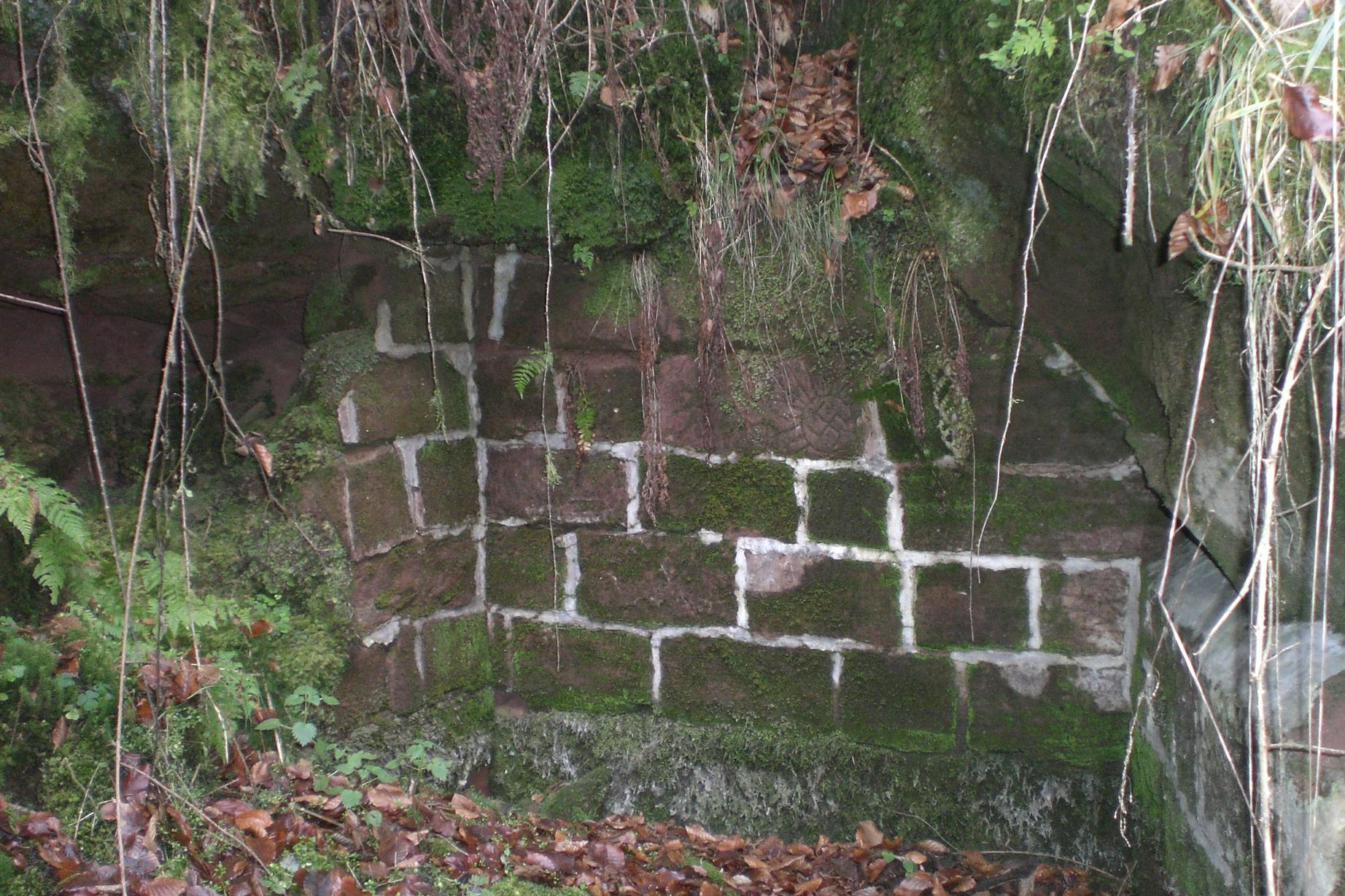
Eine der den Bach speisenden Quellen (hier trocken gefallen)
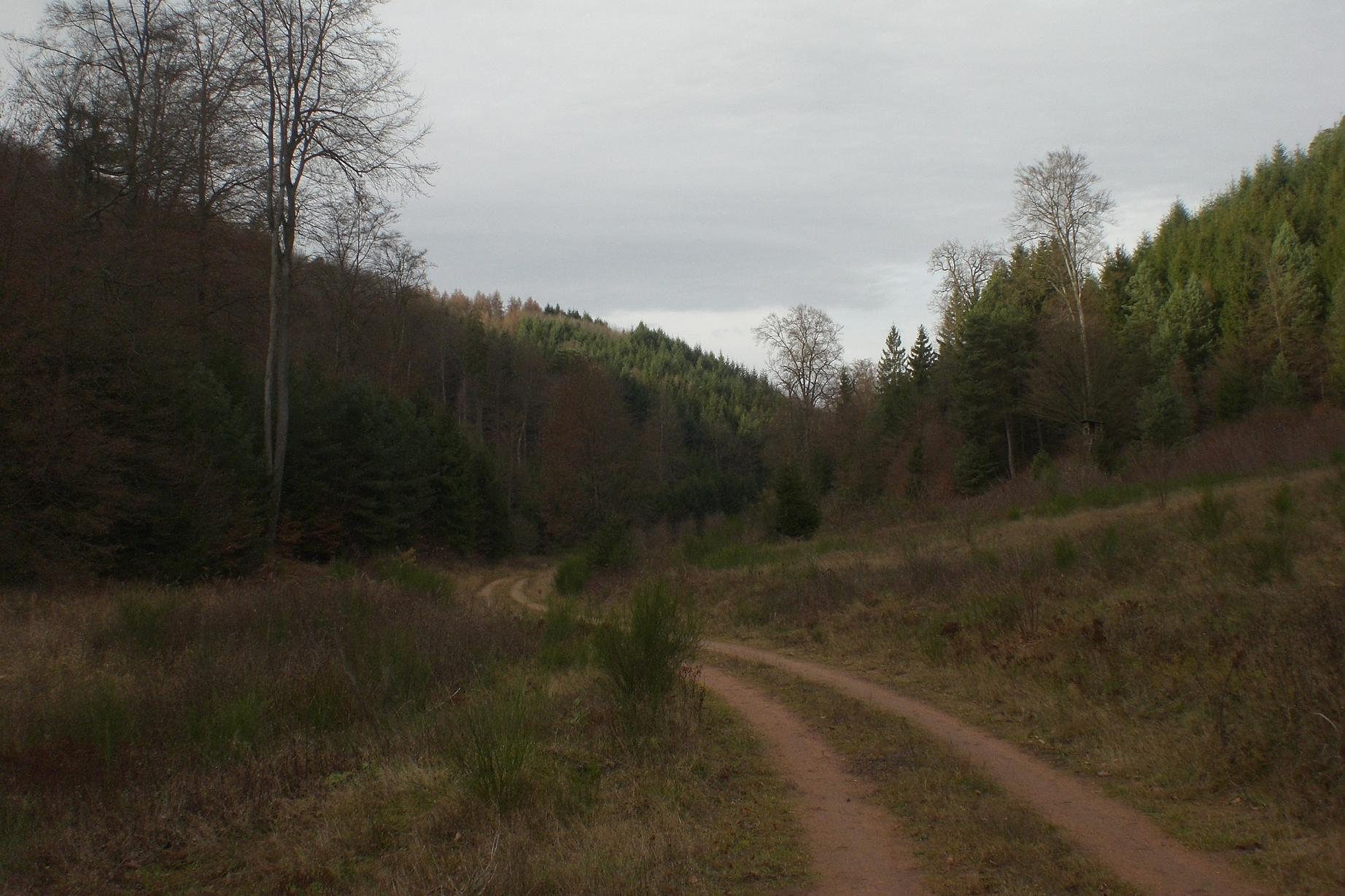
Das obere Glastal gehört zum benachbarten Fischbach